# Philonotis
Genre
Philonotis est un genre de la famille des Bartramiaceae.

## Description
Philonotis est un genre de mousses.

## Répartition
Les mousses du genre Philonotis ont une distribution cosmopolite, elles poussent principalement dans le biome tropical saisonnier sec. Leur aire de répartition naturelle s'étend du Mexique au Honduras. 
Le genre est décrit pour la première fois par Samuel Elisée Bridel-Brideri.

## Liste des espèces
Selon GBIF (4 janvier 2024) :
- Philonotis africana (Müll.Hal.) Rehmann ex Paris
- Philonotis amblystegioides Demaret & P.de la Varde
- Philonotis americana Dism.
- Philonotis ampliretis Broth.
- Philonotis angusta Mitt.
- Philonotis angustiretis Broth. ex T.J.Kop.
- Philonotis arbusculacea (Müll.Hal.) A.Jaeger
- Philonotis aristifolia E.B.Bartram
- Philonotis asperifolia Mitt.
- Philonotis australiensis D.G.Griffin & W.R.Buck
- Philonotis austrofalcata Broth. & Watts
- Philonotis baginsensis (Müll.Hal.) A.Jaeger
- Philonotis bartramioides (Griff.) D.G.Griffin & W.R.Buck
- Philonotis brevicuspis Broth.
- Philonotis buckii D.G.Griffin
- Philonotis byssiformis Müll.Hal.
- Philonotis byssiformis Müll.Hal. ex Besch.
- Philonotis caespitosa Jur.
- Philonotis calcarea (Bruch & Schimp.) Schimp.
- Philonotis calomicra Broth.
- Philonotis capillaris Lindb.
- Philonotis capillata (Mitt.) Paris
- Philonotis cernua (Wilson) D.G.Griffin & W.R.Buck
- Philonotis clavicaulis Herzog
- Philonotis comosa (Broth.) D.G.Griffin & W.R.Buck
- Philonotis conostomoides Ochyra
- Philonotis cordifolia Paris
- Philonotis corticata H.A.Crum & D.G.Griffin
- Philonotis curvula (Müll.Hal.) Kindb.
- Philonotis dispersa (Cardot & P.de la Varde) D.G.Griffin & W.R.Buck
- Philonotis dregeana (Müll.Hal.) A.Jaeger
- Philonotis elongata (Dism.) H.A.Crum & Steere
- Philonotis erecta (Mitt.) D.G.Griffin & W.R.Buck
- Philonotis esquelensis Matteri
- Philonotis eurydictyon Herzog
- Philonotis falcata (Hook.) Mitt.
- Philonotis falcate (Hook.) Mitt., 1859
- Philonotis fendleri (Müll.Hal.) D.G.Griffin & W.R.Buck
- Philonotis filiramea (Müll.Hal.) Paris
- Philonotis flaccidifolia (Mitt.) Paris
- Philonotis flavinervis (Müll.Hal.) Kindb.
- Philonotis fontana (Hedw.) Brid.
- Philonotis fontanella (Hampe) A.Jaeger
- Philonotis fontanoides (Gillies ex Grev.) A.Jaeger
- Philonotis fugacissima Paris
- Philonotis gemmascens (Müll.Hal.) Kindb.
- Philonotis globosa (Müll.Hal.) D.G.Griffin & W.R.Buck
- Philonotis glomerata Mitt.
- Philonotis gracilescens Schimp.
- Philonotis gracilescens Schimp. ex C.H.Wright
- Philonotis hansenii (Müll.Hal.) Paris
- Philonotis hastata (Duby) Wijk & Margad.
- Philonotis hawaiica (Müll.Hal.) Broth.
- Philonotis helenica (Besch.) Paris
- Philonotis huallagensis Broth.
- Philonotis humilis Brid.
- Philonotis incana (Taylor) H.Rob.
- Philonotis incrassata (Müll.Hal.) Kindb.
- Philonotis jungneri Broth.
- Philonotis krausei (Müll.Hal.) Broth.
- Philonotis laeviuscula Dixon
- Philonotis lancifolia Mitt.
- Philonotis laxitexta J.Froehl.
- Philonotis leptocarpa Mitt.
- Philonotis letestui (P.de la Varde) D.G.Griffin & W.R.Buck
- Philonotis lignicola Dism. & Herzog
- Philonotis lizangii T.J.Kop.
- Philonotis longiseta (Michx.) E.Britton
- Philonotis macrodictya (Müll.Hal.) Kindb.
- Philonotis marangensis Broth.
- Philonotis marchica (Hedw.) Brid.
- Philonotis mauritiana Ångstr.
- Philonotis mbelabiensis P.de la Varde
- Philonotis mbeladiensis P.de la Varde
- Philonotis microthamnia Broth.
- Philonotis minuta (Taylor) A.Jaeger
- Philonotis mniobryoides Broth.
- Philonotis mollis (Dozy & Molk.) Mitt.
- Philonotis moritziana (Hampe) A.Jaeger
- Philonotis muehlenbergii (Schwägr.) Brid.
- Philonotis muhlenbergii (Schwägr.) Brid.
- Philonotis myriocarpa Schimp. ex Renauld & Cardot
- Philonotis nana (Müll.Hal.) D.G.Griffin & W.R.Buck
- Philonotis nanothecia (Müll.Hal.) Kindb.
- Philonotis nanothecioidea Paris & Broth.
- Philonotis niamniamiae (Müll.Hal.) A.Jaeger
- Philonotis norrisii T.J.Kop.
- Philonotis operta R.S.Williams
- Philonotis osculatiana De Not.
- Philonotis papillarioides (Müll.Hal.) Paris
- Philonotis patentissima Renauld & Cardot
- Philonotis pechuelii (Müll.Hal.) Kindb.
- Philonotis penicillata C.H.Wright
- Philonotis perconferta Broth.
- Philonotis pergracilis Cardot
- Philonotis perlaxifolia Dixon
- Philonotis perpusilla Cardot
- Philonotis perrieri Thér.
- Philonotis plana Dixon & Herzog
- Philonotis platensis Paris
- Philonotis platyneura P.de la Varde
- Philonotis polymorpha (Müll.Hal.) Kindb.
- Philonotis pomangium (Müll.Hal.) Kindb.
- Philonotis pseudomollis (Müll.Hal.) A.Jaeger
- Philonotis pungens (Mitt.) Mitt.
- Philonotis pygmaeola (Müll.Hal.) A.Jaeger
- Philonotis pyriformis (R.Br.bis) Wijk & Margad.
- Philonotis rigida Brid.
- Philonotis roylei (Hook.f.) Mitt.
- Philonotis rufiflora (Hornsch.) Reichardt
- Philonotis ruwenzorensis Thér. & Naveau
- Philonotis scabrifolia (Hook.f. & Wilson) Braithw.
- Philonotis schroederi Broth.
- Philonotis secunda (Dozy & Molk.) Bosch & Sande Lac.
- Philonotis seriata Mitt.
- Philonotis sikkimensis (Kabiersch) T.J.Kop.
- Philonotis simplicissima (Müll.Hal.) Kindb.
- Philonotis slateri (Hampe) A.Jaeger
- Philonotis social
- Philonotis soulii P.de la Varde
- Philonotis sparsifolia (Hampe) A.Jaeger
- Philonotis speciosa (Griff.) Mitt.
- Philonotis speirophylla Dixon
- Philonotis sphaericarpa (Hedw.) Brid.
- Philonotis spongiosa (Welw. & Duby) A.Gepp
- Philonotis streimannii T.J.Kop.
- Philonotis strictiuscula (Müll.Hal.) Paris
- Philonotis strictula Cardot
- Philonotis submarchica Besch.
- Philonotis subolescens (Müll.Hal.) Paris
- Philonotis subrigida Cardot & P.de la Varde
- Philonotis subsimplex Broth. & Paris
- Philonotis subsphaericarpa Broth.
- Philonotis sullivantii (Müll.Hal.) Paris
- Philonotis tenuis (Taylor) Reichardt
- Philonotis thwaitesii Mitt.
- Philonotis tjibodensis (M.Fleisch.) Broth.
- Philonotis tomentella Molendo
- Philonotis trachyphylla Dixon & Badhw.
- Philonotis trichodonta (Müll.Hal.) Kindb.
- Philonotis trichophylla Besch.
- Philonotis tricolor (Müll.Hal.) Kindb.
- Philonotis tuerckheimii (Müll.Hal.) D.G.Griffin & W.R.Buck
- Philonotis turneriana (Schwägr.) Mitt.
- Philonotis uncinata (Schwägr.) Brid.
- Philonotis usambarica Broth.
- Philonotis vagans (Hook.f. & Wilson) Mitt.
- Philonotis vanderystii Cardot
- Philonotis vescoana (Besch.) Paris
- Philonotis yezoana Besch. & Cardot
- Philonotula guyabayana Schimp.

## Systématique
Le nom correct complet (avec auteur) de ce taxon est Philonotis Brid..
Philonotis a pour synonyme :
- Philonotula Hampe